# Università statale del Daghestan
L'Università statale del Daghestan (DGU, in russo Дагестанский государственный университет?, Dagestanskij gosudarstvennyj universitet) è un ente di istruzione accademica russo situato a Machačkala.

## Struttura
- Istituto di ecologia e sviluppo sostenibile
- Istituto giuridico
- Facoltà di biologia
- Facoltà di storia
- Facoltà di scienze sociali
- Facoltà di matematica e scienze informatiche
- Facoltà di informatica e tecnologie informatiche
- Facoltà di studi orientali
- Facoltà di lingue straniere
- Facoltà di cultura
- Facoltà di formazione continua
- Facoltà di psicologia e filosofia
- Facoltà di cultura fisica e sport
- Facoltà di fisica
- Facoltà di lettere
- Facoltà di gestione
- Facoltà di chimica
- Facoltà di economia